# Peyraud
Peyraud é uma comuna francesa na região administrativa de Auvérnia-Ródano-Alpes, no departamento de Ardèche. Estende-se por uma área de 5,96 km². Em 2010 a comuna tinha 493 habitantes (densidade: 82,7 hab./km²).